# Rio Ipiranga (vattendrag i Brasilien, São Paulo, lat -24,37, long -47,83)
Rio Ipiranga är ett vattendrag i Brasilien.   Det ligger i delstaten São Paulo, i den södra delen av landet, 1 000 km söder om huvudstaden Brasília.
I omgivningen kring Rio Ipiranga växer i huvudsak städsegrön lövskog. Området är ganska tätbefolkat, med 78 invånare per kvadratkilometer.